# Монтжуикская крепость

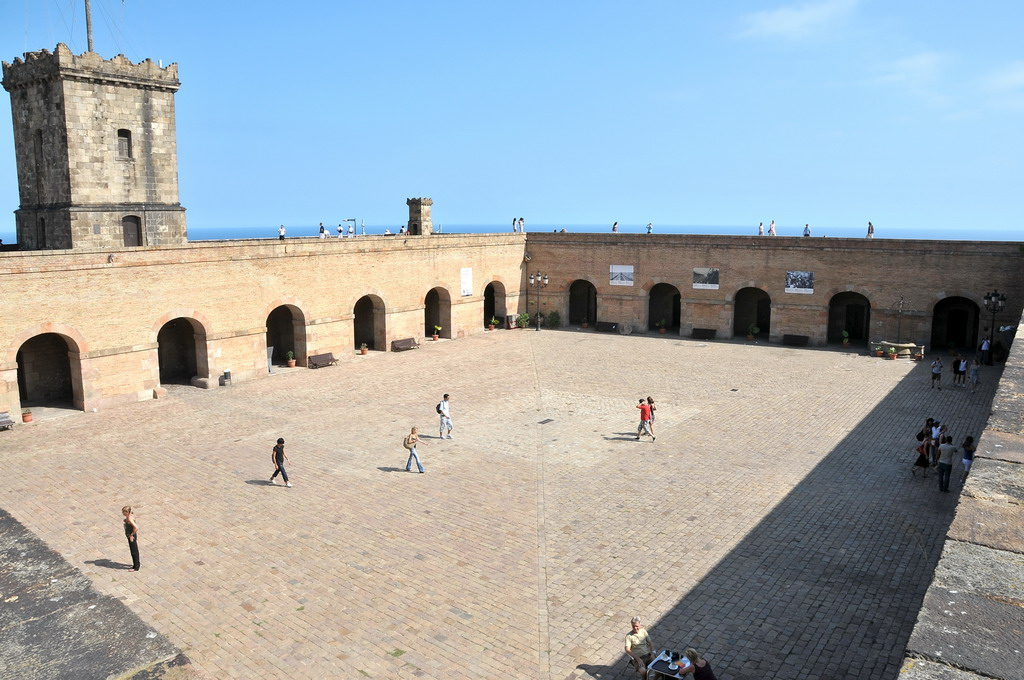
Внутренний двор крепости

Крепость Монтжуик (кат. Castell de Montjuïc) — фортификационное сооружение на горе Монтжуик, в черте города Барселона, которое дало имя двум важным битвам — 1641 и 1705 гг. Одна из важнейших исторических достопримечательностей города.
Первоначально на этом месте находилась сторожевая башня. Современная крепость появилась на горе Монтжуик в 1640 году, во время восстания каталонцев против Габсбургов. В начале войны за испанское наследство (1705) захвачена англичанами во главе с графом Питерборо. Через год отвоёвана испанцами.
В середине XVIII века Монтжуикская крепость была реконструирована по проекту Хуана Мартино Керменьо. Между 1779 и 1799 годами были проведены новые фортификационные работы, в результате которых крепость получила современный вид. В те годы были расширены казармы, выкопан ров. Артиллерийское вооружение крепости стало включать не менее 120 орудий. В феврале 1808 года Монтжуиком овладели войска Наполеона под командованием полковника Флорешти.
Глава каталонского правительства Луис Компанис был расстрелян в крепости 15 октября 1940 года. До 1960 года форт использовался франкистским режимом в качестве военной тюрьмы. В 1963 году на территории крепости открыт военный музей. В 2007 году крепость перешла в распоряжение муниципальных властей Барселоны. Открыта для посещений. С укреплений открывается хороший вид на море, Барселону и её порт. Доступна по пешеходным аллеям горы Монтжуик, канатными дорогами из центра города и от портово-пляжного района Барселонета и городскими автобусами от площади Испании.